# 風雲 (駆逐艦)
風雲（かざぐも）は、大日本帝国海軍の駆逐艦。

## 概要
日本海軍が浦賀船渠で建造し、太平洋戦争で運用した駆逐艦。夕雲型駆逐艦（一等駆逐艦）の3番艦である。
1940年（昭和15年）12月末に起工、1942年（昭和17年）3月28日に竣工し、第10駆逐隊に所属した。甲型駆逐艦4隻（秋雲、夕雲、巻雲、風雲）を揃えた第10駆逐隊は、第十戦隊に所属して6月上旬のミッドウェー作戦に従事する。南雲機動部隊壊滅時、「風雲」は僚艦と共に空母「飛龍」の救援と救助をおこなった。
第三艦隊新編後、第10駆逐隊は引続き第十戦隊に所属して第二次ソロモン海戦や南太平洋海戦に参加した。第三次ソロモン海戦では、第七戦隊司令官西村祥治少将の指揮下で重巡洋艦「鈴谷」と「摩耶」を護衛し、ガダルカナル島ヘンダーソン飛行場砲撃作戦に従事した。その後、ソロモン諸島や東部ニューギニアでの輸送作戦に従事した（鼠輸送）。
1943年（昭和18年）2月初頭、第10駆逐隊はガ島撤退作戦に参加する。
7月、アリューシャン方面に派遣され、第一水雷戦隊司令官木村昌福少将の指揮下でキスカ島撤退作戦に従事する。つづいて南方方面の戦局悪化（ニュージョージア島の戦い）にともない、ソロモン諸島に進出した。10月上旬には第三水雷戦隊司令官伊集院松治大佐（旗艦「秋雲」）の指揮下で第二次ベララベラ海戦に参加した。
日本海軍は10月31日附で駆逐艦「朝雲」を第10駆逐隊に編入し、駆逐艦3隻編制（秋雲、風雲、朝雲）となった。「風雲」はろ号作戦にともないラバウルに進出、タロキナ逆上陸作戦やラバウル対空戦闘に参加した。その後、第10駆逐隊は艦隊の護衛任務に従事した。
1944年（昭和19年）4月11日、「秋雲」が米潜水艦の雷撃で撃沈され、10駆は風雲と朝雲に減少する。
6月初旬、「風雲」と「朝雲」は渾作戦に従事して戦艦「扶桑」や重巡洋艦を護衛した。第五戦隊（妙高、羽黒）と共に行動中の6月8日、「風雲」はダバオ沖合で米潜水艦「ヘイク」の魚雷攻撃を受け、沈没した。

## 艦歴

### 竣工まで
「風雲」は1939年度（④計画）仮称第118号艦として、浦賀船渠で建造された。
1940年（昭和15年）12月23日、起工。
1941年（昭和16年）9月10日附で「風雲」と命名、同日附で夕雲型駆逐艦に類別された。9月26日、進水した。
1942年（昭和17年）1月20日、吉田正義中佐が艤装員長に任命される。翌日、浦賀船渠の艤装員事務所は事務を開始した。
3月27日、性能調査終了。
3月28日、竣工した。艤装員事務所を撤去する。横須賀鎮守府籍。吉田も正式に駆逐艦長（初代）となった。

### 昭和17年の戦い
「風雲」竣工直前の3月14日、日本海軍は夕雲型1番艦「夕雲」と2番艦「巻雲」により第10駆逐隊（司令・阿部俊雄大佐）を編制した。「風雲」は3月28日の竣工と同時に横須賀鎮守府海面防備部隊直率部隊に編入され、同日附で第10駆逐隊に編入された。阿部司令が着任するまで、吉田中佐（風雲艦長）が職務を代行する。4月13日、着任した阿部司令は第10駆逐隊司令駆逐艦を風雲に指定した。
4月15日、陽炎型駆逐艦19番艦の「秋雲」が第10駆逐隊に編入され、定数4隻（秋雲、夕雲、巻雲、風雲）となった。
4月10日、戦隊改編により第一航空艦隊（司令長官・南雲忠一中将、通称・南雲機動部隊）の直衛に任ずる部隊として第十戦隊（司令官・木村進少将）が編制され、第10駆逐隊も第十戦隊に所属した。これまでの第一水雷戦隊（司令官・大森仙太郎少将）に代わって南雲機動部隊の直衛に就く第十戦隊は、旗艦・軽巡「長良」以下
- 第10駆逐隊：司令・阿部俊雄大佐（第1小隊：1. 風雲、2. 夕雲、第2小隊：3. 巻雲、4. 秋雲）
- 第17駆逐隊（第1小隊：1. 谷風、2. 浦風、第2小隊：3. 浜風、4. 磯風）
- 第7駆逐隊（第1小隊：1. 潮、2. 漣、第2小隊：3. 曙）

が所属していた。
4月18日のドーリットル空襲時、第10駆逐隊（夕雲、巻雲、風雲）は前進部隊（指揮官・近藤信竹第二艦隊司令長官）に編入され、重巡洋艦戦隊や空母「祥鳳」等とともに米軍機動部隊追撃のため横須賀を出動した。だが接敵できず、前進部隊各部隊・各艦は4月22日から23日にかけて横須賀に帰投した。
第十戦隊は6月5日のミッドウェー海戦が初陣となったが、まず主力空母3隻（赤城、加賀、蒼龍）がアメリカ軍機動部隊艦載機SBD急降下爆撃機の空襲を受け、被弾炎上した。戦闘詳報では、「赤城」に座乗の南雲長官・草鹿龍之介参謀長・源田実参謀、淵田美津雄赤城飛行長等の司令部人員を救助するため「7時45分に『野分』が赤城に接近した」と記録している。『戦史叢書、第43巻ミッドウェー海戦』によれば、司令部は「野分」に移乗したのち「長良」に移動して8時30分に将旗を掲げたとする。だが司令部附信号兵やカメラマンの証言によると、司令部は駆逐艦を経由せず、装載艇で直接「長良」に移動している。旗艦変更にあたり、草鹿は「最初は附近の駆逐艦にでもと思ったのであるが、折よく安否を気づかって接近してきた第十戦隊旗艦『長良』に移乗することにした。」と回想している。機動部隊側の記録や回想に対し、吉田正義（当時、風雲駆逐艦長）は「南雲長官以下司令部は赤城内火艇で風雲（第10駆逐隊司令駆逐艦）に移乗、風雲に将旗を掲げたのち第十戦隊旗艦の長良へ移動した」と回想している。
空母3隻被弾炎上後、第10駆逐隊は第二航空戦隊（司令官・山口多聞少将）の空母「飛龍」の支援に従事した。最終的に「飛龍」も被弾炎上し、「風雲」と「谷風」は「飛龍」の左舷に横付けして消火活動に協力した。長益（当時、飛龍航海長）は、消火作業をおこなった駆逐艦の艦名について、「風雲、巻雲」と回想している。「飛龍」の周囲には駆逐艦4隻（艦名不詳）がいて、消火に協力したという。また「飛龍」の御真影と負傷者の一部は、「風雲」に収容された。鎮火の見込みが立ったため加来止男飛龍艦長は「風雲」に離れるよう下令したが、その2時間後に誘爆が起ったという。小林勇一（当時、飛龍戦闘機整備分隊長）は「やれもしない水雷戦隊の夜襲などと言わず、あの時そのまま駆逐艦に消火を続けさせ、母艦を徹底的に冷やしたら、『飛竜』を沈めずに持って帰れたのに」と回想している。草鹿参謀長は「冷静に考えれば、『飛龍』の被爆と同時に、艦を救い人を救って、速やかに引きあげるべきであった。そのときも、そう思わぬでもなかったが、戦が不利だからといって、速やかに引きあげるということは、なんとなく軍人としてできにくいことであった。」と回想している。
山口司令官と加来艦長は総員退去を下令、「風雲」と「巻雲」は生存者を収容した。「飛龍」接舷時、過失により接触事故がおこり、「風雲」はマストや測距義に損傷を受けている。山口司令官、加来艦長は飛龍から脱出せず、戦死した。「風雲」のカッターボートが「飛龍」右舷にいたところ上から拳銃が落ちてきたため、「飛龍」副長の鹿江隆大佐は「加来艦長はこの拳銃で自決したのでは」と語ったという。なお、「飛龍」は「巻雲」によって雷撃処分されたが、すぐには沈没しなかった。アメリカ軍に鹵獲されるのを防ぐため、「谷風」が飛龍処分を下令され捜索に向かったが、発見できずに引き返した。沈没寸前に「飛龍」から脱出した機関科生存者39名（4名漂流中死亡）は、のちにアメリカ軍によって救助された。吉田は「飛龍を確実に処分して生存者を救助すればよかった」と回想している。第十駆逐隊は6月13日に呉へ帰投した。
7月14日、第一航空艦隊が解隊されて第三艦隊が編制され、引き続き南雲中将が第三艦隊司令長官、草鹿少将が同参謀長を務めた。この再編にともない第十戦隊から第7駆逐隊が外れ、第4駆逐隊および第16駆逐隊が編入される。第十戦隊は軽巡長良以下駆逐艦16隻
という戦力を揃えた。

### ガダルカナル島の戦い
1942年（昭和17年）8月7日、連合軍はウォッチタワー作戦によりガダルカナル島およびフロリダ諸島（フロリダ諸島の戦い）に来襲、同諸島に上陸して橋頭堡を築きガダルカナル島の戦いが始まった。
8月16日、第三艦隊は柱島泊地を出撃してトラック諸島に向かう。アメリカ機動部隊が出現した事によりトラック泊地寄港をとりやめ、ソロモン諸島東方海域に急行した。8月24日の第二次ソロモン海戦では、空母の直衛を務めた。
9月、「風雲」は「秋雲」とともにトラック周辺で警戒行動や対潜活動を行った。9月中旬、ガダルカナル島ヘンダーソン飛行場に対する日本陸軍総攻撃を支援するため、前進部隊（指揮官・近藤信竹第二艦隊司令長官）と機動部隊（南雲長官）はトラック泊地を出撃した。総攻撃失敗により、前進部隊と機動部隊は一部艦艇をソロモン諸島に派遣し、9月23日トラック泊地にもどった。
10月26日の南太平洋海戦では、機動部隊・前衛部隊に配備される。
南太平洋海戦の後、11月3日付で「秋雲」以外の第10駆逐隊（夕雲、巻雲、風雲）は第二水雷戦隊（司令官・田中頼三少将）、第七戦隊（司令官・西村祥治少将）とともに外南洋部隊に加勢された。
11月3日、重巡「鈴谷」と「摩耶」、第二水雷戦隊、第10駆逐隊（夕雲、風雲）はトラック泊地を出撃、11月5日にショートランド諸島に到着し、外南洋部隊（指揮官・三川軍一第八艦隊司令長官）の指揮下に入った。第三水雷戦隊司令官橋本信太郎少将は外南洋増援部隊指揮官の職務を田中少将に引き継ぎ、第三水雷戦隊各艦と共にトラック泊地へ戻った。
ガダルカナル島への駆逐艦輸送作戦（鼠輸送）に際して、第10駆逐隊は外南洋部隊増援部隊（指揮官二水戦司令官）に編入された。田中司令官は増援部隊の編制変更をおこない、甲増援隊によるガダルカナル島輸送作戦を命じた。今次輸送作戦における甲増援隊は、「風雲」を含む駆逐艦11隻で実施されたによって実施された。
11月6日深夜、甲増援隊はショートランド泊地を出撃した。途中でB-17の空襲を受けたが被害はなく、深夜にガ島に到着するとタサファロング隊とエスペランス隊にわかれる。エスペランス隊（夕雲、風雲）は糧食を降ろしたのち、175名の傷病兵と便乗者（戦史叢書では海軍69名・陸軍3名）を乗せて8日昼前に帰投した。
11月10日9時、第10駆逐隊司令・阿部俊雄大佐指揮下の駆逐艦5隻（夕雲、巻雲、風雲、巻波、涼風）は、第38師団長・佐野忠義陸軍中将を含む陸兵600名、物資、第十一戦隊弾着観測員（飛行場砲撃時）を搭載してショートランドを出撃する。空襲を受けたが被害はなく、揚陸地点でアメリカ軍魚雷艇4隻と交戦しこれを撃退、揚陸に成功し、傷病者585名を収容して11日午前中に帰投した。
11月中旬の第三次ソロモン海戦では、外南洋部隊支援隊指揮官・西村少将の指揮下、駆逐艦4隻（風雲、夕雲、巻雲、朝潮）で巡洋艦3隻（鈴谷、摩耶、天龍）を護衛した。
11月13日深夜から約20分間、鈴谷と摩耶はガダルカナル島ヘンダーソン飛行場に対する対地砲撃を実施したが、決定的な損害を与えられなかった。
14日午前6時頃、支援隊（重巡2、駆逐艦4）は主隊とニュージョージア島南方で合流し、ショートランド泊地へむかう。だがニュージョージア諸島南方で、ヘンダーソン基地航空隊と空母「エンタープライズ」艦載機の空襲をうける。対空戦闘により重巡「衣笠」が沈没した。ほかに「鳥海」「摩耶」「五十鈴」等が損傷を受けた。主隊・支援隊はショートランド泊地で急速補給をおこなったのち輸送船団（第二水雷戦隊）救援に向かうが、アメリカ艦隊と直接交戦する事はなかった。
第三次ソロモン海戦に勝利した連合軍は、パプアニューギニアのブナに上陸作戦を敢行した（ブナとゴナの戦い）。連合軍の反撃を受けて、連合艦隊はガダルカナル島よりもニューギニア方面を重視する姿勢をとる。
11月17日、風雲を含む外南洋部隊指揮官直率部隊はラバウルに到着した。第八艦隊司令部は陸上に移り、4隻（鳥海、五十鈴、涼風、望月）はトラック泊地へ回航、他の巡洋艦（天龍）や駆逐艦はニューギニア方面の作戦に従事することになった。同日夜、輸送部隊は駆逐艦5隻（夕雲、巻雲、風雲、親潮、陽炎）で出撃し、バサブア（ブナ地区）へ約1,000名を揚陸させた。
11月22日、輸送隊の駆逐艦4隻（巻雲、風雲、夕雲、荒潮）は陸兵800名のバサブア輸送を実施した。同日、三川中将は新たな兵力部署を発令する。
第10駆逐隊を含め、東部ニューギニア方面護衛隊は、第十八戦隊司令官松山光治少将（旗艦「天龍」）の指揮下に入った。
11月28日、第10駆逐隊司令指揮下の駆逐艦4隻（夕雲、巻雲、風雲、白露）は、独立混成第21旅団（兵団長・山県栗花生陸軍少将。今次輸送作戦では「巻雲」乗艦）の陸兵輸送作戦を実施することになった。出撃後、29日昼間にB-17の空襲を受ける。駆逐艦「白露」大破・「巻雲」至近弾損傷の被害をうけ、輸送作戦は中止された。兵団長乗艦の「巻雲」は協議のため先に帰投し、「風雲」は「白露」の護衛を「夕雲」と「春雨」（ラバウルから救援のため出撃）にひきつぎ、11月30日14時ラバウルに単独帰投した。
12月初頭におこなわれた第二次輸送作戦も不成功に終わった。
12月8日、駆逐艦6隻（風雲、夕雲、朝潮、荒潮、磯波、電）で出撃した。だが重爆の空襲により「朝潮」と「磯波」が損傷し、天候や敵機の触接等を理由に作戦は中止された。
12月11日、駆逐艦5隻（風雲、夕雲、荒潮、磯波、電）でラバウルを出撃する。ニューアイルランド島カビエンを経由したのち、アドミラルティ諸島（ロレンガウ）で支援隊（熊野、鈴谷、望月）から燃料補給を受けつつ、迂回路をとってブナへ向かう。14日午前2時より揚陸を開始、輸送作戦は成功した。被害は空襲至近弾の荒潮のみだった。
ニューギニア方面の作戦を進展させるため、日本軍はニューギニア島北岸のマダンとウェワクを占領して飛行場を設置し、ラエ、サラモアに対する後方基地として強化することにした。だが、ポートモレスビーの連合軍基地から激しい空襲を受ける可能性があり、ウエワク攻略部隊の上空警戒のため空母「隼鷹」（第二航空戦隊）と護衛部隊（阿賀野、磯風、浜風、村雨）を派遣した。
第10駆逐隊（巻雲、夕雲、風雲）と輸送船「清澄丸」はウェワク攻略を、駆逐艦4隻と輸送船（愛国丸、護国丸）および軽巡天龍がマダン攻略を実施した。ウェワク攻略部隊は12月16日12時ラバウルを出撃、マダン攻略部隊は同日18時にラバウルを出撃した。隼鷹航空隊の援護を受けたウェワク攻略部隊は、特に大きな戦闘もなく12月18日夜にウェワク揚陸を実施、12月21日朝にラバウルへ戻った。一方、マダン攻略部隊は12月18日の空襲で「護国丸」が中破、アメリカ潜水艦「アルバコア (USS Albacore, SS-218) 」の雷撃で軽巡洋艦「天龍」（第十八戦隊旗艦）を喪失した。本作戦終了とともに第10駆逐隊は前進部隊に編入された。

### 昭和18年の戦い
1943年（昭和18年）1月18日、第10駆逐隊司令は阿部俊雄大佐から吉村真武大佐に交代した。
第10駆逐隊は吉村司令のもとでガダルカナル島からの撤退作戦に参加した（ケ号作戦）。
1月23日、駆逐艦5隻（秋雲、夕雲、巻雲、風雲、雪風）は南東方面部隊（指揮官・草鹿任一南東方面艦隊司令長官）に編入され、そのまま外南洋部隊に所属する。2月1日の第一次作戦および2月4日の第二次作戦ではエスペランス岬へ向かう輸送隊（風雲、巻雲、夕雲、秋雲、谷風、浦風、浜風、磯風）に加わり、2月7日の第三次作戦ではラッセル諸島からの撤退作戦を行った。撤退作戦は成功したが、第一次作戦で「巻雲」が触雷し「夕雲」により雷撃処分され、また駆逐艦「巻波」も空襲で大破した（三水戦司令官は旗艦を駆逐艦「白雪」に変更）。第二次作戦では駆逐艦「舞風」が大破、第三次作戦で「磯風」が中破した。
「巻雲」を喪失した第10駆逐隊は、当面の間3隻編制（秋雲、夕雲、風雲）で行動を続ける。第10駆逐隊は、ひきつづき南東方面部隊隷下の外南洋部隊増援部隊に所属した。同時期の日本軍は、日本陸軍部隊の中国大陸東岸～南東方面輸送作戦を実施しており、これを丙号輸送と呼称した（丙号輸送部隊指揮官は、第九戦隊司令官岸福治少将）。
2月14日、外南洋部隊指揮官はウェワク輸送作戦の兵力部署を下令、ケ号作戦に従事していた駆逐隊・駆逐艦は丙号輸送部隊に編入された。第10駆逐隊も丙号輸送部隊に組み込まれ、輸送部隊指揮官は「夕雲」と「風雲」を丙三号輸送作戦の第一輸送隊（北上、大井、讃岐丸、相良丸）の護衛に加えた。丙三号輸送は、第41師団（師団長・阿部平輔中将）をウェワクへ輸送する任務である。輸送部隊に編入された駆逐艦は2月17日にパラオに到着。第一輸送隊は2月17日にパラオから出発し、2月20日にウェワクに到着した。
3月上旬、日本軍はビスマルク海海戦の大敗をうけて南東方面への輸送作戦を変更する。第10駆逐隊司令・吉村大佐を指揮官とする駆逐艦5隻（秋雲、風雲、夕雲、五月雨、皐月）は、ウェワクとマダンの間にあるハンサ湾へ第21師団（師団長・青木重誠中将）の将兵を輸送する輸送6隻の護衛を行った（第一次ハンサ輸送）。
3月8日にパラオを出発、陸軍戦闘機の掩護をうけて3月12日朝にハンサ湾到着、揚陸がおこなわれる。護衛部隊は二分割される。翌日未明、秋雲と五月雨は輸送船団を護衛してパラオへむかい、駆逐艦3隻（風雲、夕雲、皐月）はラバウルに移動、3月14日朝に到着した。
3月19日、「風雲」と「夕雲」はツルブへ弾薬、糧食を揚陸した。その後はラバウルを経てショートランドへ再進出し、コロンバンガラ島への輸送作戦に加わる。4月1日、駆逐艦5隻（五月雨、朝雲、夕雲、風雲、秋雲）でコロンバンガラ輸送を実施した。4月3日、「風雲」はブイン入港時に触雷し第一缶室と機械室の一部に浸水した。ブインにはアメリカ軍のTBFが3月20日と21日に機雷を敷設していた。これ以降、輸送部隊から外された。4月28日、横須賀に帰投した。5月、修理をおこなった。
5月29日、アッツ島地上戦によりアッツ島の日本軍守備隊は玉砕した。
6月10日、第10駆逐隊（秋雲、風雲、夕雲）は北方部隊（指揮官・河瀬四郎第五艦隊司令長官）に編入された。幌筵島に到着と共に、水雷部隊（指揮官・第一水雷戦隊司令官木村昌福少将）に編入された。同時期に行われていたキスカ島からの第一期撤収作戦は、投入された潜水艦が次々に損傷し、6月23日に中止された。そこで水雷戦隊の出番となり、第二期ケ号作戦が実施される。第10駆逐隊は、途中反転の第一次作戦、成功した第二次作戦ともに参加した。収容部隊（阿武隈〈木村少将旗艦〉、木曾、島風、響、朝雲、薄雲、長波、秋雲、夕雲、風雲、若葉、初霜、五月雨）、主隊（多摩）、燃料補給部隊（国後、日本丸）という部隊区分だった。他の艦は収容した陸軍の装備を全て捨てていたが、「風雲」のみ発動艇を回収し、さらに陸戦隊が飼っていたキツネも持ち帰ったという。このキツネは上野動物公園に寄贈された。撤退作戦を終えた後、第10駆逐隊は8月3日付で機動部隊に復帰した。横須賀を経て再び南方へと向かった。
9月15日附で「風雲」駆逐艦長は吉田中佐から橋本金松少佐（当時、「白露」駆逐艦長）に交代した。
9月20日、「風雲」は第三水雷戦隊（司令官・伊集院松治大佐、旗艦「川内」）の指揮下に入り、第10駆逐隊が揃う。間もなくコロンバンガラ島からの撤退作戦である「セ号作戦」に参加した（セ号作戦の行動と経過詳細は当該記事を参照）。
9月21日附で吉村は第10駆逐隊司令の職務を解かれ、天野重隆大佐（8月20日まで第21駆逐隊司令）に交代する。
9月28日夜と10月2日夜に二度にわたって行われた作戦では夜襲部隊（指揮官・伊集院大佐、旗艦「秋雲」）として敵艦隊の出現に備えた。連合軍の巡洋艦や水雷戦隊との間で小競り合いがあった程度で特筆すべき海戦は生起せず、セ号作戦は成功裡に終わった。
戦いは間を置かず続けられ、日本軍はベララベラ島からの撤退作戦を実施した。10月6日未明にラバウルを出撃し、ブーゲンビル島南方海域で欺瞞航路をとった後、ベララベラ島近海に向かった。増援部隊指揮官・伊集院大佐（「秋雲」座乗）は夜襲隊（秋雲、風雲、夕雲、磯風、時雨、五月雨）を指揮して戦闘海域へ向かった。同日夜、フランク・R・ウォーカー大佐率いる第42駆逐群の先制攻撃を受けて夜間水上戦闘が始まった（日本側呼称第二次ベララベラ海戦、連合軍呼称ベララベラ島沖海戦）。当時の日本側夜襲部隊陣形は、「秋雲」（三水戦旗艦）－「磯風」－「風雲」－「夕雲」の単縦陣であったという。戦闘開始後、「風雲」に後続していた「夕雲」が第42駆逐群の集中砲火を浴びて沈没するが、アメリカ駆逐艦「シャヴァリア (USS Chevalier, DD-451) 」に「夕雲」の魚雷が命中して第42駆逐群の陣形は乱れ始めた。「風雲」は二番砲塔に被弾（戦死1、負傷者数名）、使用不能となった。甲型3隻（秋雲、磯風、風雲）は別働の第27駆逐隊（時雨、五月雨）と共に駆逐艦「セルフリッジ (USS Selfridge, DD-357) 」と「オバノン (USS O'Bannon, DD-450) 」に対して魚雷を発射したが、距離が遠かったため命中しなかった。「風雲」は「夕雲」の生存者を救助したが、生存者の一部はアメリカ軍にも救助されている。「夕雲」の沈没により、第10駆逐隊は「風雲」と「秋雲」の2隻となった。
ラバウルに帰投後、「風雲」「秋雲」10月7日限りで外南洋部隊（第八艦隊、第三水雷戦隊）の指揮下から離れ、原隊に復帰した。「風雲」は「秋雲」とともにツルブへの輸送作戦を行った後、第三艦隊（司令長官小沢治三郎中将）に合流してエニウェトク環礁へ進出した。
10月28日、連合艦隊はろ号作戦を発動する。第一航空戦隊の航空隊をラバウル陸上基地に転用し、第十戦隊や第二水雷戦隊から一部艦艇を抽出、一航戦の基地員や物件をトラックからカビエンもしくはラバウルへ輸送することになった。「風雲」と駆逐艦「大波」は第二部隊として10月31日にトラックを出発、11月1日カビエンに到着した。
11月1日、南東方面部隊はブーゲンビル島タロキナ逆上陸作戦に関連し、第三襲撃部隊（阿賀野、若月、初風、風雲、大波、長波）を編成した。だが「風雲」と「大波」は輸送作戦に従事していたので、同日深夜に生起したブーゲンビル島沖海戦には参加できなかった。ラバウルに進出した「風雲」はタロキナ逆上陸作戦部隊に加わる。同時期にラバウルへ進出した第二艦隊司令長官・栗田健男中将指揮下の重巡洋艦戦隊は、11月5日のラバウル空襲により大打撃を受け、即日ラバウルを撤収した。ラバウルに残った水雷戦隊でタロキナ逆上陸作戦は続けられ、第一支援隊（阿賀野、若月、浦風）として輸送作戦を支援した。11月11日、米軍機動部隊は再度のラバウル空襲を敢行、日本側は駆逐艦「涼波」が沈没するなど損害を受ける。第十戦隊・第二水雷戦隊の大部分はラバウルから退却した。
「風雲」はトラックに帰投後、タラワ地上戦にともない機動部隊・遊撃部隊各艦と共にマーシャル諸島へ進出した。その後、駆逐艦3隻（風雲、秋雲、山雲）は戦艦「大和」と空母「翔鶴」を護衛してトラックを出港、12月17日に横須賀へ帰投した。12月21日、司令駆逐艦は「風雲」から「秋雲」にかわった。その後、「風雲」は東京石川島造船所で修理、対空兵器増設、電探装備工事を行った。

### 昭和19年の戦い
ろ号作戦実施中の1943年（昭和18年）10月31日附で満潮型駆逐艦「朝雲」が第10駆逐隊に加入、10駆は3隻編制（風雲、秋雲、朝雲）となる。修理を終えた後の1944年（昭和19年）1月17日、「風雲」と「秋雲」は横須賀を出港し、「翔鶴」を瀬戸内海まで護衛した。2月6日、桜部隊（瑞鶴、翔鶴、筑摩、矢矧、秋雲、風雲、朝雲、初月、若月）として洲本沖を出撃し、2月13日昭南に到着した。リンガ泊地で訓練に従事するが、「瑞鶴」に修理が必要となったため、2月20日に第10駆逐隊は「瑞鶴」を護衛して内地にむかった。2月27日、呉に到着する。
3月7日、第10駆逐隊は「瑞鶴」、重巡「最上」、第三戦隊（司令官・鈴木義尾中将）の戦艦2隻（金剛、榛名）を護衛して瀬戸内海を出撃、リンガ泊地に向かい、3月15日到着した。
3月20日附で第10駆逐隊司令天野重隆大佐は第61駆逐隊司令へ転任し、後任の司令は赤澤次壽雄大佐（当時、「涼月」駆逐艦長）となった。3月25日、赤澤大佐は司令駆逐艦を「秋雲」から「風雲」に変更する。リンガ泊地に到着後、第10駆逐隊は第十戦隊（旗艦「矢矧」）とともに航空戦隊との合同訓練に従事した。
4月11日、「秋雲」がアメリカ潜水艦「レッドフィン (USS Redfin, SS-272) 」の雷撃で撃沈された。第10駆逐隊は風雲と朝雲の2隻となった。5月12日にリンガ泊地を出撃してタウイタウイに進出し、タンカー護衛と対潜掃討に従事した。
この頃、ビアク島を巡って攻防が繰り広げられており、帝国海軍は渾作戦を発動してビアク島救援作戦を展開。
5月30日付で第10駆逐隊（風雲、朝雲）は渾部隊（指揮官・左近允尚正第十六戦隊司令官、旗艦「青葉」）に編入される。間接護衛隊の戦艦「扶桑」と第10駆逐隊（風雲、朝雲）、警戒隊（指揮官・第五戦隊司令官橋本信太郎中将）の第五戦隊（妙高、羽黒）と第27駆逐隊（春雨、五月雨、白露、時雨）は、タウイタウイからダバオへ移動した。
6月2日、警戒隊と間接護衛隊（扶桑、風雲、朝雲）は、輸送隊（青葉、鬼怒、敷波、浦波）等と共にダバオを出撃する。B-24爆撃機に触接されたため、豊田副武連合艦隊司令長官は6月3日夜に作戦の中止を発令した。「敵機動部隊発見」は誤報と判明したため渾作戦は再開されたが、第五戦隊と間接護衛隊（扶桑、風雲、朝雲）は原隊復帰、つづいてダバオ回航を命じられた。
6月5日、警戒隊と間接護衛隊（扶桑、風雲、朝雲）はダバオに到着した。このあと渾作戦は駆逐艦6隻のみで実施されたが空襲で「春雨」（第27駆逐隊司令戦死）を喪失し、さらにアメリカの巡洋艦部隊に迎撃されて撃退された（第二次渾作戦）。そこで、連合艦隊は第一戦隊司令官宇垣纏中将の大和型戦艦「大和」と「武蔵および早川幹夫少将指揮下の第二水雷戦隊なども投入して、上陸船団撃破と機動部隊の誘い出しを図る事となった。
6月7日夕刻、連合艦隊は電令作第124号をもって第五戦隊（妙高、羽黒）と第10駆逐隊（風雲、朝雲）を渾部隊に編入し、ハルマヘラ島バチャン泊地への進出を命じた。同日深夜、第10駆逐隊（風雲、朝雲）は第五戦隊（妙高、羽黒）を護衛してダバオを出撃した。この時、ダバオ湾口ではアメリカ潜水艦「ヘイク (USS Hake, SS-256) 」が哨戒を行っていた。
翌6月8日未明、「ヘイク」のレーダーは湾の中央を高速で移動する4つの目標を探知。午前2時12分、北緯06度03分 東経125度57分 / 北緯6.050度 東経125.950度の地点で魚雷を6本発射した。うち2本が「風雲」の左舷中央部と左舷艦尾に命中、搭載の魚雷が誘爆し、4分で沈没した。日本側記録によれば、午前3時13分に最初の魚雷が命中して航行不能になり、午前3時35分に再度の雷撃をうけて沈没した。
ダバオ湾を警戒中の駆逐艦「響」と「秋霜」は、駆逐艦「浜風」を通じて救援要請を受け、直ちに出動する。各艦は「朝雲」と共に救助活動に従事した。乗員のうち136名は「秋霜」に移乗してダバオへ向かったが、他の者は全員戦死した。「風雲」座乗中の第10駆逐隊司令赤沢次寿雄大佐も戦死した（少将に進級）。
「風雲」は7月10日附で夕雲型駆逐艦、帝国駆逐艦籍から除籍された。

## 歴代艦長
艤装員長
1. 吉田正義 中佐：1942年1月20日[27] - 1942年3月28日[34]

駆逐艦長
1. 吉田正義 中佐：1942年3月28日[34] - 1943年9月14日[184]
2. 橋本金松 少佐/中佐：1943年9月14日[184] - 1944年6月15日[272]